# Avner Dorman
Avner Dorman (en hébreu : אבנר דורמן), né le 14 avril 1975 à Tel Aviv, en Israël, est un compositeur, enseignant et chef d'orchestre Israélien.

## Famille
Avner Dorman naît en 1975 à Tel Aviv. Bassoniste à l'orchestre philharmonique d'Israël, son père, Zeev, est également enseignant universitaire et chef d'orchestre. La famille paternelle d'Avner Dorman est originaire d'Allemagne, avec sa grand-mère ayant échappé « de peu à la déportation en quittant Berlin en train », et son grand-père ayant abandonné « Leipzig, ville alors polonaise, avec les premiers mouvements sionistes ».

## Formation
Étudiant du programme boursier C.V.Starr dans le domaine de la composition musicale, Avner Dorman est diplômé d'un doctorat de la Juilliard School, où il étudie auprès de John Corigliano. Il décroche une maîtrise à la Buchmann-Mehta School of Music de l'université de Tel Aviv (où il se spécialise en musique, musicologie, et en physique) sous l'enseignement de Josef Bardanashvili.

## Carrière professionnelle
À 25 ans, Avner Dorman devient le plus jeune compositeur à remporter le prix du Premier ministre israélien. Il reçoit le prix de l'ACUM pour sa Symphonie Ellef. Le journal Ma'ariv en Israël nomme Dorman compositeur de l'année 2002, et l'interprétation de son cycle de chansons Boaz remporte le prix du ministère israélien de la Culture pour la meilleure interprétation de la musique israélienne la même année.. "Variations sans thème" de Dorman, créée par Zubin Mehta et l'orchestre philharmonique d'Israël en novembre 2003 et décroche le prix  de la meilleure composition de l'année 2004. Cette pièce donne lieu à une commande de Zubin Mehta, du duo de percussionnistes PercaDu et de l'orchestre Philharmonique d'Israël pour Spices, Perfumes, Toxins!, un concerto pour duo de percussions et orchestre.
Les orchestres ayant interprété la musique d'Avner  Dorman comprennent l'orchestre symphonique de Chicago, l'orchestre philharmonique de New York l'orchestre philharmonique de Los Angeles, l'orchestre symphonique de San Francisco, l'orchestre philharmonique de Munich, l'orchestre philharmonique d'Israël et l'orchestre symphonique de la radio de Vienne.
En 2006, Naxos Records sort un album dédié aux œuvres pour piano de Dorman avec Eliran Avni au piano. En 2010, Naxos Records sort un album dédié aux concertos de l'orchestre de chambre de Dorman.
Avner Dorman est professeur agrégé de théorie et de composition au Conservatoire de musique Sunderman du Gettysburg College. Il est directeur musical du CityMusic Cleveland, orchestre de chambre, de 2013 à 2019.

## Récompenses et distinctions
Outre le prix du Premier ministre israélien et la Plume d'or de l'ACUM pour son œuvre Elief, tous deux reçus en 2000,, Dorner ajoute à son palmarès  le prix du ministre israélien de la Culture pour la meilleure interprétation de la musique israélienne en 2002. L'interprétation par Avi Avital du Concerto pour mandoline de Dorman sur cet enregistrement reçoit une nomination aux Grammy Awards 2010 dans la catégorie de la meilleure performance instrumentale soliste avec orchestre.
Le premier opéra de Dorman, Wahnfried, est finaliste des International Opera Awards 2018, dans la catégorie « Première mondiale ». Il reçoit le prix Azrieli de musique juive 2018 pour son concerto pour violon, Nigunim, écrit à l'origine comme une sonate pour violon pour le violoniste Gil Shaham et le pianiste Orli Shaham.

## Compositions
Avner Dorman produit des compositions étoffées en nombre et variées en styles ; en voici classées par genre : 

### Opéra
- 2016 : Wahnfried[d][17]
- 2019 : Die Kinder des Sultans[18]
- 2021 : Kundry[19]

### Concertos pour percussions
- 2006 : Spices, Perfumes, Toxins![20]
- 2007 : Frozen in Time[21]
- 2018 : Eternal Rhythm[22],[23]

### Œuvres orchestrales sans solistes
- 1999 : Chorale for Strings[24]
- 2000 : Ellef Symphony[25]
- 2003 : Variations Without A Theme[26]
- 2008–2009 : Uriah[27]
- 2010 : Azerbaijani Dance[28]
- 2010 : (not) The Shadow[1]
- 2011 : Astrolatry[29]
- 2015 : After Brahms[30]
- 2015 : Siklòn[31]
- 2021 : A Most Sacred Oath[32]
- 2023 : Tanyaderas[33]

### Grand ensemble à vent
- 2000 : Ellef Symphony[25]
- 2006 : Spices, Perfumes, Toxins![20]
- 2021 : A Most Sacred Oath[32]

### Œuvres pour narrateur et orchestre
- 2012 : Uzu and Zuzu from Kakaruzu[34]

### Œuvres chorales (avec ou sans orchestre)
- 2004 : Psalm 67
- 2013 : Letters from Gettysburg[35]
- 2014 : Dialogues of Love
- 2015 : The Seventy Names of Jerusalem

### Concertos pour violon
- 2006 : Concerto pour violon no. 1
- 2017 : Concerto pour violon no. 2 – Nigunim [35]
- 2019 : Concerto pour violon no. 3 – Still

### Concertos pour piano
- 1995 : Concerto pour piano en la
- 2009 : Concerto pour piano n°2 – Lost Souls[36]
- 2021 : Concerto pour piano n°3

### Concertos pour divers instruments
- 2001 : Piccolo Concerto
- 2003 :Concerto Grosso
- 2003 :Concerto pour saxophone
- 2006 : Concerto pour mandoline
- 2013 : Concerto pour violoncelle
- 2019 : Double Concerto
- 2022 : Concerto for violoncelle, piano et orchestre

### Sonates pour violon et piano
- 2004 : Sonate n°1[28]
- 2008 : Sonate n°2[28]
- 2011 : Sonate n°3 – Nigunim[28],[35]
- 2014 : Sonate n°4

### Trios avec piano
- 1996 : Tree-yO!
- 2001 : Trio

### Quatuors à cordes
- 2003 : Quatuor à cordes No.1
- 2004 : Quatuor à cordes No.2
- 2009 : Prayer for the Innocents

### Autres pièces de chambre
- 2001 : Udacrep Akubrad[37]
- 2002 : Boaz[38]
- 2007 : Jerusalem Mix
- 2011 : Memory Games
- 2006 : The Fear of Men
- 2013 : Mantra
- 2014 : Consumed
- 2015 : Suite for Solo Saxophone
- 2016 : How to Love
- 2017 : Variations on a Simple Theme[26]
- 2017 : For Solo Violin
- 2020 : Sextet

### Sonates pour piano
- 1999 : Sonate no.1[28]
- 2000 : Sonate no.2[28]
- 2005 : Sonate no.3 – Dance Suite[28]
- 2011 : Sonate no.4 – Libi Bamizrach
- 2018 : Sonate no.5
- 2020 : Sonate no.6

### Autres musiques pour piano seul
- 1992 : Prelude No.1
- 2003 : Moments Musicaux[28]
- 2005 : Azerbaijani Dance[28]
- 2007 : Nocturne Insomniaque
- 2012 : Karsilama for Two Pianos
- 2012 : Three Etudes
- 2014 : After Brahms[35]
- 2017 : For a Friend I Never Knew

### Opéra court
- 2018 : Boundless
- 2018 : Now

### Musique pour le cinéma
(Titres d'origine en hébreu accompagnés le cas échéant de leur translittération et, entre parenthèses, de traductions françaises de type sourcier)
- 2013 : פלאות / Plaot* (Merveilles), réalisé par Avi Nesher[39]
- 2016 : החטאים / HaHataim* (Les péchés), réalisé par Avi Nesher[40],[41]
- 2023 :גן קופים / Gan Kofim* (Le jardin des singes), réalisé par Avi Nesher[42]

### Musique dansante
- 1997 : Ben
- 1999 : Accord/Discord
- 2001 : Falafel
- 2006 : Impact